# Samper de Calanda (kommunhuvudort)
Samper de Calanda är en kommunhuvudort i Spanien.   Den ligger i provinsen Provincia de Teruel och regionen Aragonien, i den östra delen av landet, 290 km öster om huvudstaden Madrid. Samper de Calanda ligger 258 meter över havet och antalet invånare är 985.
Terrängen runt Samper de Calanda är huvudsakligen platt, men åt sydväst är den kuperad. Runt Samper de Calanda är det mycket glesbefolkat, med 7 invånare per kvadratkilometer. Närmaste större samhälle är Albalate del Arzobispo, 12,7 km sydväst om Samper de Calanda. Trakten runt Samper de Calanda består till största delen av jordbruksmark.